# Северин Норикский
Северин Норикский, Святой Северин (лат. Severinus, родился ок. 410 года, умер в 482 году) — католический святой, известный как христианский просветитель римской провинции Норик (территория современной Австрии).
Главным источником информации о жизни святого является «Житие святого Северина», написанное в 511 году его учеником, аббатом Евгиппием, которое предоставляет помимо подробностей о деятельности святого Северина в Норике большое количество ценной исторической информации об этом времени. Житие святого Северина было весьма популярной книгой в Средние века.

## Биография
Существуют две версии о месте рождения святого Северина — Южная Италия и провинция Африка Римской империи. Последнее выглядит более вероятным, учитывая, что Северин, весьма вероятно, был знаком с опытом восточного пустынного монашества, а в его житии прослеживаются параллели с жизнью святого Антония Египетского. О жизни святого до его проповеди в Норике известно мало. Существует предположение, что он был знатного рода, принадлежал к аристократической семье, был хорошо образован, владел латынью, языком готов, греческим и ивритом.
Согласно житию, около 453 года, после смерти Аттилы, святой Северин пришёл в земли вдоль верхнего течения Дуная, разорённые нашествием Аттилы и гуннов. Он проповедовал христианство, основывал монастыри и в то же время раздавал еду голодным, основывал в разорённом крае приюты для нуждающихся. Сам святой соблюдал строжайшую аскезу, во многом перекликающуюся с аскетическим подвижничеством первых восточных монахов — св. Антония и святого Павла Фивейского. Его деятельность снискала ему в крае глубочайшее уважение, в том числе и у вождей германских племён Одоакра и Гибульда. Евгиппий сообщает, что первому из них Северин предсказал, что тот станет владыкой Рима, а второго святой убедил освободить множество пленённых варварами римлян. Особенно тесные отношения сложились у святого с королями придунайских ругов Флаккифеем и Фелетеем, владения которых находились неподалёку от его обители. Святой Северин основал монастыри в двух дунайских городах — Пассау и Маутерне-на-Дунае. Про деятельность святого Северина в их городах сообщает местная традиция в Клостернойбурге и Зальцбурге.
Согласно Евгиппию, святой Северин умер 8 января. Биограф не сообщает год, однако исходя из исторического контекста принято считать, что это был 482 год. Через шесть лет после его смерти ученики святого перенесли его тело из Маутерна в Италию. Первоначально оно находилось в Неаполе, в Кастель-дель-Ово, затем было положено в бенедиктинском аббатстве святого Северина под Неаполем.
День памяти в Католической церкви — 8 января. Святой Северин считается покровителем Австрии, Баварии, заключённых, виноградарей и ткачей.

## Факты из жития
- «Обувью он не пользовался совершенно. В разгар зимы, которая в этих местах сковывает всё свирепым морозом, часто подавал он пример терпения, спокойно прогуливаясь необутыми ногами»[3].
- «Человек Божий (Северин), припав коленами к земле, стал истово молиться. И тогда на глазах у трёх духовных лиц, находившихся рядом, свеча в руках Северина сама собой зажглась»[3].
- «Подстилка его единственная находилась на земляном утрамбованном полу в молельне, власяницу же он носил всё время, не снимая, даже когда отдыхал… Сорокадневные посты соблюдал, подкрепляясь пищей только раз в неделю, и тем не менее лицо его всегда сияло тихой радостью»[3].